# The Fix (album)
Pour les articles homonymes, voir The Fix.
Albums de Scarface
The Last of a Dying Breed
(2000) Balls and My Word
(2003)
Singles
1. My Block
Sortie : 30 avril 2002
2. Someday
Sortie : 2002

The Fix est le septième album studio de Scarface, sorti le 6 août 2002.
L'album s'est classé 1er au Top R&B/Hip-Hop Albums et 4e au Billboard 200.
Premier opus publié chez Def Jam, The Fix été très bien accueilli par la critique, le magazine The Source lui attribuant « 5 mics ».
En 2009, Pitchfork a classé l'album à la 185e place de sa liste des « 200 meilleurs albums des années 2000 ».

## Liste des titres
| No  | Titre                                                                       | Auteur                                                                     | Contient un (des) sample(s) de | Durée |
| --- | --------------------------------------------------------------------------- | -------------------------------------------------------------------------- | --- | ----- |
| 1.  | The Fix (Intro) (Produit par Mike Dean)                                     | B. Jordan, M. Dean                                                         | | 0:57  |
| 2.  | Safe (Produit par China Black)                                              | B. Jordan, T. Hom, C. Reid                                                 | | 3:56  |
| 3.  | In Cold Blood (Produit par Kanye West)                                      | B. Jordan, K. West, S. Moy, F. Long                                        | And This Is Love de Gladys Knight & the Pips | 3:21  |
| 4.  | Guess Who's Back (featuring Jay-Z et Beanie Sigel – Produit par Kanye West) | B. Jordan, K. West, S. Carter, D. Grant, M. Sutton, B. Sutton, T. DePierro | Sunrise des Originals Xxplosive de Dr. Dre et Hittman featuring Kurupt, Six-Two et Nate Dogg Hey Young World de Slick Rick 4 Da Fam d'Amil featuring Beanie Sigel, Memphis Bleek et Jay-Z | 4:15  |
| 5.  | My Block (Produit par Nashiem Myrick)                                       | B. Jordan, N.. Myrick, L. Stone, R. Flack, D. Hathaway, C. Mann            | Be Real Black for Me de Roberta Flack et Donny Hathaway | 3:34  |
| 6.  | Keep Me Down (Produit par Nottz)                                            | B. Jordan, D. Lamb                                                         | | 3:32  |
| 7.  | What Can I Do? (featuring Kelly Price – Produit par T-Mix)                  | B. Jordan, T. Jones, K. Price                                              | | 4:06  |
| 8.  | In Between Us (featuring Nas – Produit par Scarface, Mike Dean et Lofey)    | B. Jordan, N. Jones, M. Dean, M. Sandlofer                                 | | 4:58  |
| 9.  | Someday (featuring Faith Evans – Produit par The Neptunes)                  | B. Jordan, C. Hugo, P. Williams                                            | | 6:00  |
| 10. | Sellout (Produit par T-Mix)                                                 | B. Jordan, T. Jones                                                        | | 4:10  |
| 11. | Heaven (featuring Kelly Price – Produit par T-Mix et Kanye West)            | B. Jordan, K. West, T. Jones, K. Price, R. Moore Jr.                       | That Heaven Kind of Feeling des Dramatics | 3:14  |
| 12. | I Ain't the One (featuring WC – Produit par Tony Pizarro et Flip)           | B. Jordan, W. Calhoun, T. Pizarro, F. Wilcox, L.L. Goldsmith, F. Webb      | | 4:11  |
| 13. | Fixed (Outro) (Produit par Mike Dean)                                       | B. Jordan, M. Dean                                                         | | 1:02  |